# Ernie Hudson
Earnest Lee Hudson, detto Ernie (Benton Harbor, 17 dicembre 1945), è un attore statunitense. Tra i suoi ruoli più noti vi sono Winston Zeddemore nella serie di Ghostbusters, Darryl Albrecht nel film Il corvo e Leo Glynn nella serie televisiva Oz.

## Biografia
Nato e cresciuto a Benton Harbor nel Michigan, la madre, Maggie Donald, muore due mesi dopo la sua nascita di tubercolosi, e lui viene cresciuto dalla nonna, non avendo mai conosciuto il padre. Fin da piccolo scrive storie, poemi e canzoni. Dopo un breve periodo nel corpo dei Marine, si sposta a Detroit, dove diventa un commediografo del teatro della città. Nello stesso tempo si diploma alla Wayne State University e riceve una borsa di studio per l'Università Yale di teatro. Durante gli studi universitari, accetta di recitare in alcuni musical, conoscendo così il regista e fotografo Gordon Parks, il quale lo fa recitare nel film Leadbelly (1976). 
In seguito si iscrive all'Università del Minnesota, dove impara che: "non bisogna passare la vita a studiare, ma bisogna fare" e lascia definitivamente la scuola. Inizia a lavorare sia nel cinema che alla televisione. È apprezzato per il ruolo di Winston Zeddemore nei quattro film di Ghostbusters e, assieme a suo figlio Ernie Hudson Jr., nella serie televisiva Oz. È altresì noto per il ruolo del sergente Albrecht ne Il corvo - The Crow (1994), ultimo film interpretato da Brandon Lee, morto tragicamente durante le riprese. Nel 2009 interpreta il ruolo di Sifu Norris (equivalente di Mutaito), nel film Dragonball Evolution, diretto da James Wong e prodotto dalla 20th Century Fox.

## Vita privata
Ha sposato nel 1963 Linda Kingsberg da cui ha divorziato nel 1976; dal loro matrimonio sono nati due figli: Ernie Jr. e Rahaman. Il 25 maggio 1985 si è risposato con l'assistente di volo Jeannie Moore da cui ha poi avuto altri due figli: Andrew e Ross.

## Filmografia

### Cinema
- Io, re del blues (Leadbelly), regia di Gordon Parks (1976)
- The Human Tornado, regia di Cliff Roquemore (1976)
- Joni, regia di James F. Collier (1979)
- Ma che sei tutta matta? (The Main Event), regia di Howard Zieff (1979)
- The Octagon, regia di Eric Karson (1980)
- La febbre del successo (Il cantante di jazz) (The Jazz Singer), regia di Richard Fleischer (1980)
- Parking Paradise (Underground Aces), regia di Robert Butler (1981)
- Penitentiary II, regia di Jamaa Fanaka (1982)
- Il cacciatore dello spazio (Spacehunter: Adventures in the Forbidden Zone), regia di Lamont Johnson (1983)
- Going Berserk, regia di David Steinberg (1983)
- Due come noi (Two of a Kind), regia di John Herzfeld (1983)
- Ghostbusters - Acchiappafantasmi (Ghostbusters), regia di Ivan Reitman (1984)
- Non toccate le ragazze (Joy of Sex), regia di Martha Coolidge (1984)
- Il seme della gramigna (Weeds), regia di John Hancock (1987)
- Tipi sbagliati (The Wrong Guys) (1988)
- Leviathan, regia di George Pan Cosmatos (1989)
- Collision Course (1989)
- Ghostbusters II - Acchiappafantasmi II (Ghostbusters II), regia di Ivan Reitman (1989)
- Il clan dei Luddiger (Trapper County War) (1989)
- La mano sulla culla (The Hand That Rocks the Cradle), regia di Curtis Hanson (1992)
- Scacco al re nero, regia di Leon Ichaso (Sugar Hill) (1993)
- Fuga da Absolom (No Escape), regia di Martin Campbell (1994)
- Il corvo - The Crow (The Crow), regia di Alex Proyas (1994)
- Sonny & Pepper. Due irresistibili cowboy (The Cowboy Way) (1994)
- Airheads - Una band da lanciare (Airheads), regia di Michael Lehmann (1994)
- Ciao Julia, sono Kevin (Speechless), regia di Ron Underwood (1994)
- Ritorno dal nulla (The Basketball Diaries), regia di Scott Kalvert (1995)
- Congo, regia di Frank Marshall (1995)
- L'ora della violenza (The Substitute), regia di Robert Mandel (1996)
- For Which He Stands (1996)
- Just Your Luck (1996)
- Fakin' Da Funk (1997)
- Mr. Magoo, regia di Stanley Tong (1997)
- Butter (1998)
- October 22 (1998)
- A Best of the Best: Without Warning (1998)
- Hijack - Ore contate (Hijack) (1999)
- Interceptors (1999)
- Stealth Fighter, regia di Jim Wynorski (1999)
- Stranger in the Kingdom (1999)
- Lillie (1999)
- La legge tradita (1999)
- Red Letters (2000)
- The Watcher, regia di Joe Charbanic (2000)
- Miss Detective (Miss Congeniality), regia di Donald Petrie (2000)
- Everything's Jake (2000)
- Anne B. Real (2003)
- Clifford e i suoi amici acrobati (Clifford's Really Big Movie), regia di Robert C. Ramirez (2004) - voce
- Marilyn Hotchkiss Ballroom Dancing & Charm School (2005)
- Miss F.B.I. - Infiltrata speciale (Miss Congeniality 2: Armed & Fabulous), regia di John Pasquin (2005)
- Halfway Decent (2005)
- Hood of Horror, regia di Stacy Title (2006)
- Certifiably Jonathan – documentario (2007)
- Nobel Son - Un colpo da Nobel (Nobel Son), regia di Randall Miller (2007)
- All Hat (2007)
- Lonely Street, regia di Peter Ettinger (2008)
- Dragonball Evolution, regia di James Wong (2009)
- Smokin' Aces 2: Assassins' Ball, regia di P. J. Pesce (2010)
- The Man in the Silo (2012)
- Qualcosa di buono (You're Not You), regia di George C. Wolfe (2014)
- Ghostbusters, regia di Paul Feig (2016) - cameo
- God's Not Dead 2, regia di Harold Kronk (2016)
- Dacci un taglio (Nappily Ever After), regia di Haifaa al-Mansour (2018)
- Ghostbusters: Legacy (Ghostbusters: Afterlife), regia di Jason Reitman (2021)
- La figlia del prigioniero (Prisoner's Daughter), regia di Catherine Hardwicke (2022)
- Mio padre è un sicario (The Retirement Plan), regia di Tim Brown (2023)
- Ghostbusters - Minaccia glaciale (Ghostbusters: Frozen Empire), regia di Gil Kenan (2024)

### Televisione
- The Man from Atlantis – serie TV, 1 episodio (1977)
- Mad Bull – film TV (1977)
- King – serie TV (1978)
- Fantasilandia (Fantasy Island) – serie TV, 1 episodio (1978)
- Last of the Good Guys – film TV (1978)
- La squadriglia delle pecore nere (Baa Baa Black Sheep) – serie TV, 1 episodio (1978)
- L'incredibile Hulk (The Incredible Hulk) – serie TV, episodio 2x14 (1979)
- Roots: The Next Generations – serie TV (1979)
- Time Out – serie TV (1979)
- Highcliffe Manor – serie TV (1979)
- Giorno per giorno (One Day at a Time) – serie TV, 1 episodio (1979)
- Skag – serie TV (1980)
- The $5.20 an Hour Dream – film TV (1980)
- Mamma bianca (White Mama) – film TV (1980)
- Vicini troppo vicini (Too Close for Comfort) – serie TV, 1 episodio (1980)
- A Matter of Life and Death – film TV (1981)
- Il mio amico Arnold (Diff'rent Strokes) – serie TV, 1 episodio (1981)
- Crazy Times – film TV (1981)
- La casa nella prateria (Little House on the Prairie) – serie TV, episodio 8x08 (1981)
- Taxi – serie TV, 1 episodio (1981)
- Hazzard (The Dukes of Hazzard) – serie TV, 1 episodio (1982)
- Flamingo Road – serie TV, 3 episodi (1982)
- Henry e Kip (Bosom Buddies) – serie TV, 2 episodi (1981-1982)
- Webster – serie TV, 1 episodio (1983)
- Women of San Quentin – film TV (1983)
- A-Team (The A-Team) – serie TV, episodio 2x07 (1983)
- A cuore aperto (St. Elsewhere) – serie TV, 6 episodi (1984)
- California Girls – film TV (1985)
- Love on the Run – film TV (1985)
- The Super Powers Team: Galactic Guardians – serie TV, 10 episodi (1985)
- Stazione di polizia (The Last Precinct) – serie TV (1986)
- La piccola grande Nell (Gimme a Break!) – serie TV, 1 episodio (1986)
- Mike Hammer investigatore privato (Mike Hammer) – serie TV, 1 episodio (1986)
- Gli amici di papà (Full House) – serie TV, 1 episodio (1987)
- Quella sporca dozzina - Missione nei Balcani (The Dirty Dozen: The Fatal Mission) – film TV (1988)
- The Super Mario Bros. Super Show! - serie animata 1 episodio (1989)
- Cop Rock – serie TV, 1 episodio (1990)
- Broken Badges – serie TV (1990)
- Angel Street – film TV (1992)
- The Ben Stiller Show – serie TV, 1 episodio (1992)
- Batman – serie TV, 1 episodio (1992)
- Tribeca – serie TV, 1 episodio (1993)
- Wild Palms – serie TV (1993)
- I racconti della cripta (Tales from the Crypt) – serie TV, 1 episodio (1993)
- Lifestories: Families in Crisis – serie TV, 1 episodio (1994)
- Grace Under Fire – serie TV, 2 episodi (1996)
- Tornado! – film TV (1996)
- The Cherokee Kid – film TV (1996)
- Operation Delta Force – film TV (1997)
- Clover – film TV (1997)
- Superman – serie TV, 1 episodio (1997)
- The Gregory Hines Show – serie TV, 1 episodio (1998)
- Arli$$ – serie TV, 1 episodio (1998)
- Michael Jordan: An American Hero – film TV (1999)
- Shark Attack - Squali all'attacco (Shark Attack) – film TV (1999)
- Miracle on the 17th Green – film TV (1999)
- Volo 762: codice rosso (Nowhere to Land) – film TV (2000)
- HRT – film TV (2001)
- Walking Shadow – film TV (2001)
- Il tocco di un angelo (Touched by an Angel) – serie TV, 1 episodio (2001)
- A Town Without Christmas – film TV (2001)
- Oz – serie TV, 44 episodi (1997-2003)
- Senza traccia (Without a Trace) – serie TV, 1 episodio (2003)
- 10-8: Officers on Duty – serie TV, 15 episodi (2003-2004)
- Everwood – serie TV, 1 episodio (2004)
- Lackawanna Blues – film TV (2005)
- Contro il destino – film TV (2005)
- The Ron Clark Story – film TV (2006)
- Crossing Jordan – serie TV, 1 episodio (2006)
- Stargate SG-1 – serie TV, 1 episodio (2006)
- E.R. - Medici in prima linea (ER) – serie TV, 2 episodi (2006)
- Cold Case - Delitti irrisolti (Cold Case) – serie TV, episodio 4x14 (2007)
- Desperate Housewives – serie TV, 7 episodi (2006-2007)
- Contatto finale (Final Approach), regia di Armand Mastroianni – film TV (2007)
- Las Vegas – serie TV, 2 episodi (2007)
- Psych – serie TV, 1 episodio (2007)
- Bones – serie TV, 2 episodi (2007-2008)
- Meteor - Distruzione finale (Meteor) – miniserie TV (2009)
- Heroes – serie TV, episodio 4x05 (2009)
- Law & Order - I due volti della giustizia (Law & Order) – serie TV, 7 episodi (2009-2010)
- Criminal Minds – serie TV, episodio 6x06 (2010)
- How I Met Your Mother – serie TV, 1 episodio (2011)
- Grey's Anatomy – serie TV, episodio 8x07 (2011)
- Battledogs – film TV (2013)
- La vita segreta di una teenager americana (The Secret Life of the American Teenager) – serie TV (2008-2013)
- I fantasmi di casa Hathaway (The Haunted Hathaways) – serie TV, 1 episodio (2014)
- Grace and Frankie – serie TV, 17 episodi (2015-2020)
- C'era una volta (Once Upon a Time) – serie TV, episodio 4x16 (2015)
- Modern Family – serie TV, 4 episodi (2012-2016)
- APB - A tutte le unità (APB) – serie TV, 12 episodi (2017)
- Twin Peaks – serie TV, 1 episodio (2017)
- L.A.'s Finest – serie TV, 26 episodi (2019-2020)

## Doppiatori italiani
Nelle versioni in italiano delle opere in cui ha recitato, Ernie Hudson è stato doppiato da:
- Paolo Marchese in Cold Case - Delitti irrisolti, La vita segreta di una teenager americana, C'era una volta, Graves, Grace and Frankie, L.A.'s Finest, MacGyver
- Massimo Corvo in Oz, Miss F.B.I. - Infiltrata speciale, E.R. - Medici in prima linea, La mano sulla culla, Torchwood, APB - A tutte le unità
- Diego Reggente in Tornado!, Legge Marziale, Everwood, Nobel Son - Un colpo da Nobel, Bones (ep. 3x13), Law & Order - I due volti della giustizia
- Dario Oppido in Mickey Matson e la macchina alchemica, God's Not Dead 2, Ghostbusters: Legacy, Quantum Leap, La figlia del prigioniero, Ghostbusters - Minaccia glaciale
- Alessandro Rossi in Fuga da Absolom, The Watcher, Blue Bloods, Lethal Weapon, Campioni
- Stefano Mondini in Heroes, Dragonball Evolution, Psych, Modern Family (ep. 4x01, 7x13, 8x02), White Collar
- Mario Bombardieri in Miss Detective, La storia di Ron Clark, Game of Death, Private Practice
- Roberto Draghetti in Ballroom Dancing, Las Vegas, Dacci un taglio
- Ennio Coltorti in Ciao Julia, sono Kevin, I fantasmi di casa Hathaway
- Alberto Angrisano in Desperate Housewives, Mio padre è un sicario
- Saverio Indrio in Rizzoli & Isles, Twin Peaks
- Eugenio Marinelli in Hijack - Ore contate, Smokin' Aces 2
- Paolo Buglioni in Scacco al re nero, Volo 762 - Codice rosso
- Mario Cordova in Congo, Meteor - Distruzione finale
- Massimo Foschi in Ghostbusters - Acchiappafantasmi
- Gianni Bertoncin in Ghostbusters II - Acchiappafantasmi II
- Pietro Biondi ne Il corvo - The Crow
- Luca Ward in Ritorno dal nulla
- Elio Zamuto in Airheads - Una band da lanciare
- Fabrizio Temperini in Clover
- Vittorio Di Prima in L'ora della violenza
- Wladimiro Grana in Mr. Magoo
- Massimo Cinque in Leviathan
- Stefano De Sando in Qualcosa di buono
- Luca Biagini in Senza traccia
- Emilio Cappuccio in Criminal Minds
- Lucio Saccone in Grey's Anatomy
- Saverio Moriones in Hart of Dixie
- Marco Panzanaro in Scandal
- Maurizio Scattorin in How I Met your Mother
- Davide Marzi in Bones (ep. 2x14)
- Antonio Palumbo in Modern Family (ep. 3x16)
- Gerolamo Alchieri in Scorpion
- Alessandro Ballico in Ghostbusters (2016)
- Edoardo Siravo in City on a Hill

Da doppiatore è sostituito da:
- Dario Oppido in Transformers: Prime, Star Wars: The Bad Batch
- Stefano Mondini in Beverly Hills Chihuahua 2, Beverly Hills Chihuahua 3 - Viva la fiesta!
- Raffaele Farina ne I Superamici
- Massimo Foschi in Ghostbusters: The Video Game